# Truly, Madly, Deeply
Truly, Madly, Deeply är en brittisk dramafilm från 1990 i regi av Anthony Minghella.

## Rollista i urval
- Juliet Stevenson - Nina
- Alan Rickman - Jamie
- Jenny Howe - Burge
- Carolyn Choa - tolken
- Bill Paterson - Sandy
- Christopher Rozycki - Titus
- Keith Bartlett - rörmokare
- David Ryall - George
- Stella Maris as Maura
- Ian Hawkes - Harry
- Deborah Findlay - Claire
- Vania Vilers - fransman
- Arturo Venegas - Roberto
- Richard Syms - Symonds
- Michael Maloney - Mark